# Open 13 2011
Open 13 2011 — тенісний турнір, що проходив на кортах з твердим покриттям у місті Марсель, Франція з 14 лютого . Належав до категорії ATP World Tour 250.

## Фінальна частина

### Одиночний розряд
Робін Содерлінг —  Марин Чилич 6–7(8–10), 6–3, 6–3

### Парний розряд
Робін Гаасе /  Кен Скупскі —  Жульєн Беннето /  Жо-Вілфрід Тсонга 6–3, 6–7(4–7), [13–11]